# 諏訪町 (桐生市)
諏訪町（すわちょう）は、群馬県桐生市の旧町名である。
現在の東一丁目の南部と東二丁目の中部にあたる。1966年（昭和41年）の住居表示の実施により、東一丁目・二丁目の一部となった。

## 地理
桐生市の中部に位置し、芳町・安楽土町・今泉町・清水町・栄町とともに桐生市第七区に属していた。
北部から東部かけて芳町に、東南部は安楽土町に、南部は今泉町に、西部は中通りを境として東町にそれぞれ接していた。
町名は現在の東一丁目の東南部にある諏訪機神社に由来する。現在の桐生消防署東分署付近に、桐生厚生総合病院の前身にあたる桐生組合病院があった。

## 歴史
かつての今泉村の一部にあたる。1873年（明治6年）に、今泉村、堤村、本宿村、村松村が合併して安楽土村となる。
1889年（明治22年）の町村制施行により、桐生新町、新宿村、安楽土村、下久方村、上久方村平井が合併して桐生町が発足、安楽土村は桐生町の大字の一つとなる。1921年（大正10年）の市制施行を経て、1929年（昭和4年）に大字が廃止され、諏訪町が新設された。
1966年（昭和41年）の住居表示の実施に伴う町名変更により、諏訪町の中部が東一丁目、諏訪町の東北部が東二丁目の一部となった。